# Universiteit van Lyon
De Universiteit van Lyon (Frans: Université de Lyon) is een Franse universiteit, gelegen in Lyon. De universiteit werd in 1995 opgericht onder de naam Pôle Universitaire de Lyon, en maakt deel uit van de Coimbragroep.

## Onderdelen
De universiteit omvat 16 instellingen voor hoger onderwijs. 
De drie hoofdinstellingen zijn:
- Université Claude-Bernard-Lyon-I: gericht op gezondheid en wetenschappen. Hier studeren ongeveer 27.000 studenten.
- Université Lumière Lyon 2: gericht op sociale wetenschappen. Hier studeren ongeveer 30.000 studenten.
- Université Jean Moulin Lyon 3: gericht op geesteswetenschappen en rechten. Hier studeren ongeveer 20.000 studenten.

Andere instellingen zijn:
- École Normale Supérieure de Lyon
- École centrale de Lyon
- INSA Lyon
- Institut d'Administration des Entreprises de Lyon
- École National Supérieure des Sciences de l'Information et des Bibliothèques (ENSSIB)
- École Vétérinaire de Lyon
- Université catholique de Lyon
- ESDES école supérieure de commerce et management
- École de Management de Lyon
- Institut National de Recherche Pédagogique (INRP)
- Institut Polytechnique de Lyon (CPE Lyon, ECAM Lyon, ISARA Lyon, ITECH Lyon)
- Institut d'études politiques de Lyon
- Institut Universitaire de Formation des Maîtres (IUFM)
- École Nationale des Travaux Publics de l'État

## Trivia
- De Frans-Zwitserse feministe Camille Vidart (1854-1930) studeerde aan de Universiteit van Lyon.[1]